# Boura
Boura (ros. Боура, Boura) – wieś w Rumunii, w okręgu Suczawa, w gminie Forăști. W 2011 roku liczyła 569 mieszkańców.